# Каменка (приток Соньги)
Каменка — река в России, протекает в Ярославском районе Ярославской области; правый приток реки Соньга. Сельские населённые пункты у реки: Чурово, Гусаково, Конищево, Глебовское, Каменки. У Каменок реку пересекает автомагистраль М8 «Холмогоры».